# Palpares auratus
Palpares auratus är en insektsart som beskrevs av Peter Esben-Petersen 1922. 
Palpares auratus ingår i släktet Palpares och familjen myrlejonsländor. Inga underarter finns listade i Catalogue of Life.